# Drake et Josh
 (juin 2025).
Si vous disposez d'ouvrages ou d'articles de référence ou si vous connaissez des sites web de qualité traitant du thème abordé ici, merci de compléter l'article en donnant les références utiles à sa vérifiabilité et en les liant à la section « Notes et références ».
Zoé
Drake et Josh (Drake & Josh) est une sitcom américaine en 60 épisodes de 22 minutes et de trois téléfilms qui durent environ 90 minutes, créée par Dan Schneider et diffusée entre le 11 janvier 2004 et le 16 septembre 2007 sur Nickelodeon. 
En France, elle est diffusée sur Nickelodeon pour la première fois le 23 novembre 2005 puis rediffusée sur Nickelodeon Teen à partir du 19 novembre 2014.
Au Québec, elle était diffusée en octobre 2007 sur Vrak TV.

## Synopsis
Drake, âgé de 15 ans, vit seul avec sa mère et sa sœur jusqu'au jour où le nouveau petit-ami de sa mère, ainsi que son fils Josh, débarquent et décident de s'installer chez eux. Les deux adolescents se retrouvent alors, malgré eux et leurs différences, beaux-frères.

## Distribution

### Principaux
- Drake Bell (VF : Alexandre Nguyen) : Drake Parker, fils d'Audrey et frère de Megan.
- Josh Peck (VF : Charles Pestel (saison 1) puis Vincent de Boüard (saisons 2 à 4)) : Josh Nichols, fils de Walter.
- Nancy Sullivan (en) (VF : Catherine Favier) : Audrey Parker-Nichols, mère de Drake et Megan et belle-mère de Josh.
- Jonathan Goldstein (en) (VF : Sylvain Lemarié) : Walter Nichols, père de Josh et beau-père de Drake.
- Miranda Cosgrove (VF : Florine Orphelin) : Megan Parker, fille d'Audrey et sœur de Drake.

### Récurrents
- Yvette Nicole Brown (VF : Odile Schmitt) : Helen Dubois, la manageuse. (saisons 2 à 4)
  - Frances Callier (VF : Sylvie Ferrari) : Helen Dubois (épisode La ministar)
- Jerry Trainor (VF : Philippe Roullier) : Steve « Le Dingue », un employé. (saisons 2 à 4)
- Allison Scagliotti : Mindy Crenshaw, la petite-amie de Josh. (saisons 2 à 4)
- Alec Medlock : Craig Ramirez, un ami de Josh. (saisons 2 à 4)
- Scott Halberstadt : Eric Blonowitz, un ami de Josh. (saisons 2 à 4)
- Jake Farrow (en) : Gavin Mitchell, un employé. (saisons 2 à 4)
- Julia Duffy : Mme Hayfer, l'enseignante de Drake et Josh. (saisons 2 à 4)
- Roark Critchlow : Dr Jeff Glazer
- Johnny Lewis, Molly Orr et Jeremy Ray Valdez (en) : Scottie, Rina et Paul, les membres de la bande de Drake. (saison 1)
- Cathy Shim (VF : Isabelle Volpé) : Leah (saison 4)

Version française dirigée par Christine Pâris et Martin Brieuc au studio Dubb4You, d'après une adaptation des dialogues de Christian Niemiec.
 Source et légende : version française (VF) sur RS Doublage et Doublage Séries Database

## Personnages
- Drake Parker : 15 ans, Drake est un adolescent simple, beau, charismatique, cool, chanceux et populaire. Il n'est pas très doué pour les corvées ni pour les devoirs. Ses goûts sont orientés vers la guitare et la séduction. Il adore les filles. Sa famille est Audrey Parker-Nichols, sa mère, Megan, sa sœur cadette, Walter Nichols, son beau-père et son fils Josh, le demi-frère de Drake. Ils font souvent des bêtises.
- Josh Nichols : 15 ans, Josh est le demi-frère de Drake et le fils de Walter. Il est vraiment brillant à l'école et ne supporte pas prendre des risques. Comme c'est un "anti-mauvais garçon", les adultes le considèrent comme la meilleure chose depuis que le café crème a été inventé. Josh a une petite amie qui se nomme Mindy Crenshaw.
- Megan Parker : 9 ans, Megan donne un nouveau sens au mot « espiègle ». Elle est la sœur de Drake et la demi-sœur de Josh. Megan est une pro des blagues et fait toujours en sorte d’embarrasser son frère aîné et Josh. Megan déteste ses deux frères mais déteste plus particulièrement Josh. C'est la raison pour laquelle les blagues qu'il subit de Megan sont bien plus « salées » que celles de Drake. Elle a des plans maléfiques ou plutôt des plans « machiavéliques » !
- Walter Nichols : Walter est un météorologue qui se trompe régulièrement sur les conditions météorologiques. Il est souvent maladroit, et même parfois, il perd la tête (par exemple, il croyait que Titanic était juste une fiction et non tiré d'un fait réel). Il est également très stupide en ce qui concerne Drake et Megan, qui ont causé beaucoup de problèmes.
- Audrey Parker-Nichols : Audrey est la mère de Drake et Megan ainsi que la nouvelle femme de Walter. Elle perturbe Walter en raison de sa préférence pour Bruce Winchall, le rival de Walter en ce qui concerne la météorologie. Elle conseille généralement aux garçons d'essayer de ne pas être aussi stupides. Son nom, rarement mentionné dans la série, s'affiche uniquement sur la page de Web Nick.com et lorsque les légendes sont activées.
- Mindy Crenshaw : Mindy est une autre élève du lycée de Drake et Josh, et c'est aussi la rivale de ce dernier en cours. Elle est très intelligente mais aussi perverse et manipulatrice. Elle essaie, par exemple, de faire virer Drake par un coup monté mais son plan échoue et elle est envoyée dans un hôpital pour personnes trop stressées. Josh et Mindy sortent ensemble à la saison 3 puis se séparent pour se remettre ensemble à la fin de la saison 4.
- Helen : Elle est la patronne du Première, le cinéma où Josh travaille et où se déroulent de nombreuses scènes. Elle est toujours sur le dos de Josh et l'emploie pour faire les pires corvées. Cependant, elle trouve Drake parfait et les deux s'échangent souvent des compliments.

## Récompenses
- Kids' Choice Awards 2005 : Meilleure série télévisée
- Kids' Choice Awards 2006 : Meilleure série télévisée
- Kids' Choice Awards 2006 : Meilleur acteur dans une série comique pour Drake Bell
- Kids' Choice Awards 2007 : Meilleure série télévisée
- Kids' Choice Awards 2007 : Meilleur acteur dans une série comique pour Drake Bell
- Kids' Choice Awards 2008 : Meilleur acteur dans une série comique pour Josh Peck
- Kids' Choice Awards 2008 : Meilleur acteur dans une série comique pour Drake Bell
- Kids' Choice Awards 2008 : Meilleure série télévisée

## Épisodes
| Saison      | Saison | Épisodes        | États-Unis        | États-Unis        | France           | France       |
| Saison      | Saison | Épisodes        | Début             | Fin               | Début            | Fin          |
| ----------- | ------ | --------------- | ----------------- | ----------------- | ---------------- | ------------ |
|             | 1      | 6               | 11 janvier 2004   | 22 février 2004   | 23 novembre 2005 | 11 mars 2006 |
|             | 2      | 14              | 14 mars 2004      | 28 novembre 2004  | 25 mars 2006     | 10 juin 2006 |
|             | 3      | 17              | 2 avril 2005      | 8 avril 2006      | 6 septembre 2006 | 8 août 2007  |
|             | 4      | 20              | 24 septembre 2006 | 16 septembre 2007 | 5 janvier 2008   | 10 août 2008 |
|             | Films  | Hollywood       | 6 janvier 2006    | 6 janvier 2006    | 25 août 2008     | 25 août 2008 |
| Joyeux Noël | Films  | 5 décembre 2008 | 5 décembre 2008   | 24 décembre 2009  | 24 décembre 2009 |              |

## Chansons
I Found a Way (Le générique des épisodes) par Drake Bell
- Soul Man (Les Blues Brothers) par Drake Bell et Josh Peck
- Down We Fall (Absolument fan) par Drake Bell
- Don't Preach (Drake et Josh à Hollywood) par Drake Bell
- Hollywood Girl (Drake et Josh à Hollywood) par Drake Bell
- Highway to Nowhere (Tiberius le terrible) par Drake Bell
- Makes Me Happy (L'envoûtement) par Drake Bell
- Jingle Bells (Merry Christmas, Drake and Josh) par Drake Bell
- 12 Days of Christmas (Merry Christmas, Drake and Josh) par Drake Bell
- Christmas Wrapping (Merry Christmas, Drake and Josh) par Miranda Cosgrove

## Produits dérivés

### Téléfilms
La série comprend trois téléfilms qui durent environ 90 minutes qui inclut :
- Drake et Josh à Hollywood (2006)
- Drake et Josh: L'envoûtement (2007)
- Merry Christmas, Drake and Josh (2008) est diffusé le 24 décembre 2009 en France sur Nickelodeon.

### Jeux vidéo
- Drake & Josh (GameBoy Advance)
- Drake & Josh: Talent Showdown (Nintendo DS)

## Anecdotes
- Drake, Josh et Megan sont les seuls personnages à être dans chaque épisode, car à partir de la saison 2, Audrey et Walter sont plusieurs fois absents.
- Le prénom d'Audrey n'a jamais été mentionné dans un épisode.
- La série n'a jamais été close par un épisode final à proprement parler. L'épisode censé terminer la série, intitulé "L'envoûtement", correspond en réalité aux épisodes 17 et 18 de la saison 4. L'épisode, scindé en deux parties, a été diffusé aux États-Unis le 3 août 2007 et a réuni 5,8 millions de téléspectateurs. Deux épisodes dans la continuité de la série ont été diffusés par la suite, et aucun d'eux, d'une part, ne constituait une suite aux évènements des épisodes 17 et 18, et d'autre part, n'annonçait la fin de la série. Ce sont les communiqués extérieurs qui furent seuls porteurs de ces informations.